# Chersonisos (gmina)
Chersonisos (gr. Δήμος Χερσονήσου, Dimos Chersonisou) – gmina w Grecji, na Krecie, w administracji zdecentralizowanej Kreta, w regionie Kreta, w jednostce regionalnej Heraklion. Siedzibą gminy jest Gurnes. W 2011 roku liczyła 26 717 mieszkańców. Powstała 1 stycznia 2011 roku w wyniku połączenia dotychczasowych gmin: Chersonisos, Guwes, Malia i Episkopi.